# Línea iliopectínea

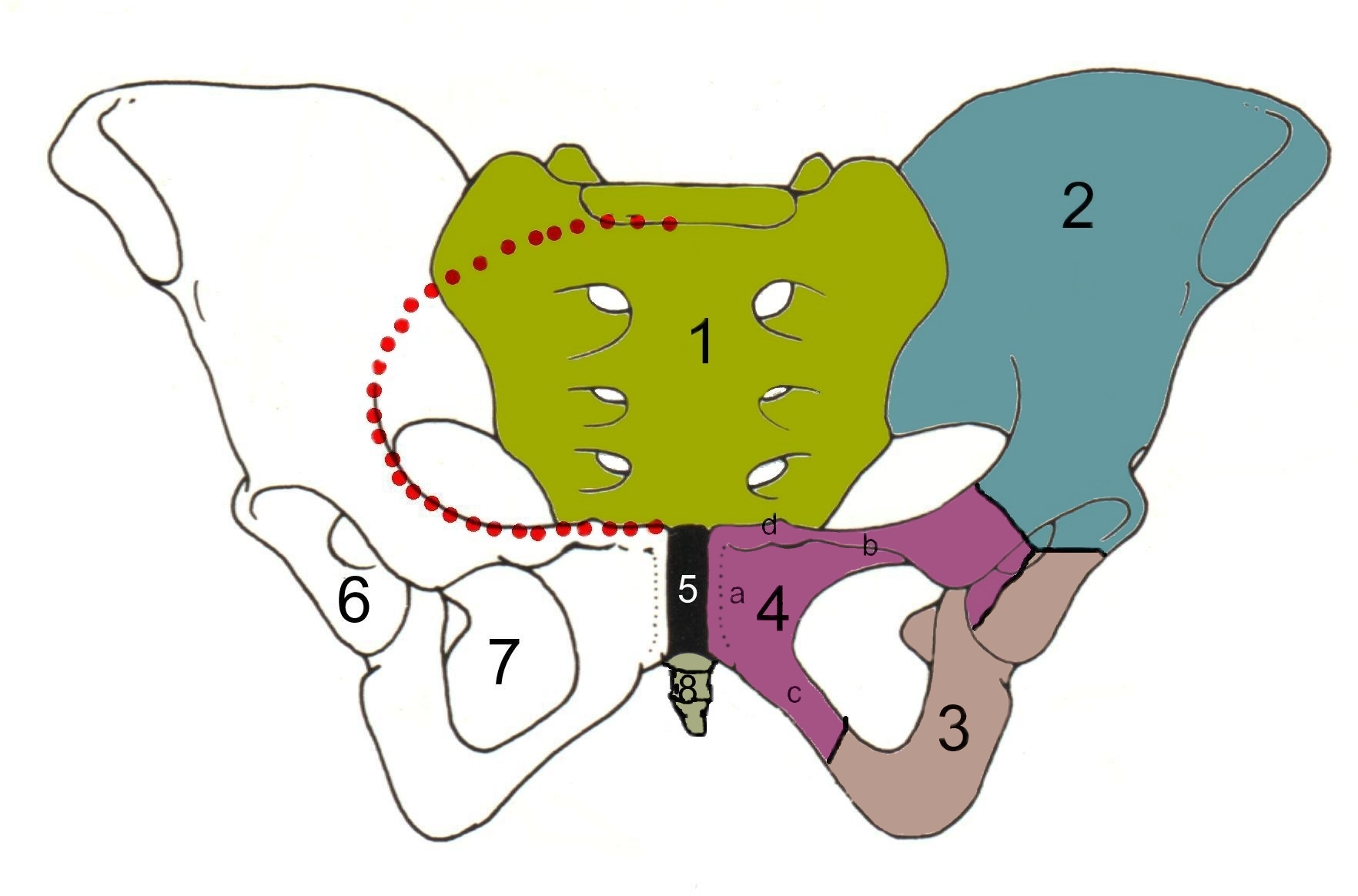
Dibujo de la pelvis ósea delimitando en rojo, la línea terminal, la parte anterior del cual constituye la línea illiopectínea.

En anatomía humana, al referirse a la pelvis, se emplea el término línea iliopectínea para describir una línea imaginaria, oblicua que rodea la cara interna y anterior de la pelvis y contribuye a dividirla en una mitad superior, la pelvis mayor o pelvis falsa y una mitad inferior o pelvis verdadera.

## Constitución
La línea iliopectínea puede ser definida como una línea compuesta por la línea arcuata como contribución del ilion y la línea pectínea contribuida por el pubis. Conjuntamente con la adición del promontorio del hueso sacro, forman la línea terminal, que completa la circunferencia que rodea la pelvis desde el promontorio del sacro hasta la sínfisis púbica.

## Utilidad médica
La línea iliopectínea es una referencia anatómica usada con frecuencia en obstetricia, en radiología para la evaluación de la columna anterior y de la cabeza femoral, y en cirugía para el origen anatómico de ciertas hernias inguinales.